# Quad9
Quad9 es un servidor de nombres público global que tiene como objetivo proteger a los usuarios contra malware y phishing . Quad9 es operado por la Fundación Quad9, una fundación suiza sin fines de lucro y de beneficio público cuyo objetivo es mejorar la privacidad y la ciberseguridad de los usuarios de Internet, con sede en Zúrich. Es el único servidor de nombres público global que funciona sin fines de lucro, en beneficio público. Quad9 está completamente sujeto a la legislación de privacidad suiza, y el gobierno suizo extiende esa protección de la ley a los usuarios de Quad9 en todo el mundo, independientemente de su ciudadanía o país de residencia.

## Seguridad y privacidad
Varias evaluaciones independientes han encontrado que Quad9 es el más efectivo (97 %) para bloquear malware y dominios de phishing. En junio de 2021, Quad9 bloqueaba más de 100 millones de infecciones de malware y ataques de phishing por día. El filtrado de malware de Quad9 es una opción seleccionable por el usuario. Los dominios que se filtran no son determinados por Quad9, sino que son proporcionados a Quad9 por una variedad de analistas de inteligencia de amenazas independientes que utilizan diferentes metodologías. Quad9 utiliza un sistema de puntuación de reputación para agregar estas fuentes y elimina los dominios "falsos positivos" de la lista de filtros, pero no agrega dominios a la lista de filtros.
Quad9 fue el primero en utilizar criptografía sólida basada en estándares para proteger la privacidad de las consultas DNS de sus usuarios y el primero en utilizar la validación criptográfica DNSSEC para proteger a los usuarios del secuestro de nombres de dominio.  Quad9 protege la privacidad de los usuarios al no retener ni procesar la dirección IP de sus usuarios y, en consecuencia, cumple con el RGPD.

## Ubicaciones
En agosto de 2021, el servidor de nombres público Quad9 operaba desde clústeres de servidores en 224 ubicaciones en seis continentes y 106 países.

## Orden judicial de Sony Music
El 18 de junio de 2021, el Tribunal Distrital de Hamburgo notificó a Quad9 una orden judicial única en su tipo, en la que Sony Music exigía que Quad9 bloqueara la resolución de DNS de un nombre de dominio utilizado por un sitio web que no contenía material infractor de derechos de autor, pero que contenía enlaces a otros sitios que lo hacen. Esta es la primera instancia en la que la industria de titulares de derechos de autor ha tratado de obligar a un operador de DNS recursivo a bloquear el acceso a los nombres de dominio de Internet, por lo que esta es una interpretación novedosa de la ley alemana y se cree que sienta un precedente con consecuencias de mucho mayor alcance. El gerente general de Quad9, John Todd, fue citado en la prensa diciendo: "Nuestros donantes nos apoyan para proteger al público de las amenazas cibernéticas, no para enriquecer aún más a Sony" y "Si este precedente se mantiene, aparecerá nuevamente en mandatos judiciales similares contra otros terceros no involucrados". terceros, como software antivirus, navegadores web, sistemas operativos y cortafuegos". El experto legal Thomas Rickert comentó: "No puedo imaginar un proveedor que esté más alejado de la responsabilidad de cualquier dominio ilegal que un operador de resolución pública". Quad9 anunció de inmediato que impugnaría la medida cautelar y, el 24 de junio, anunció que había contratado a un abogado alemán y que presentaría una objeción a la medida cautelar. Clemens Rasch, el abogado que dirige el equipo de Sony, no ha declarado claramente si se intentó contactar a canna.to, el sitio del que la prensa sospecha que está detrás de las redacciones en los documentos judiciales, y solo dijo que Sony lo habría hecho "si hubieran podido ser identificados”, al tiempo que confirma que el sitio ha estado funcionando de manera continua durante los últimos veintidós años. Un vocero del tribunal dijo que "solo las declaraciones presentadas por la parte solicitante se utilizaron como base para la medida cautelar" y que el tribunal "tomó fe que las notificaciones que el solicitante afirmó haber enviado no solo se enviaron sino que también llegaron a su destinatario". Al cierre de la primera semana del conflicto, la prensa destaca que las donaciones a Quad9 aumentaron un 900% con respecto a la semana anterior, y para el 27 de junio, canna.to todavía se podía resolver a través de los servidores de Quad9.
El 31 de agosto de 2021, Quad9 presentó una apelación a la medida cautelar, citando una serie de fallas en los argumentos legales presentados por Sony, pero basándose principalmente en el hecho de que los ISP (que en realidad tienen una relación comercial con las partes infractoras) están exentos de responsabilidad de terceros, a pesar de que también operan servidores de DNS, y que es una mala interpretación de la ley excluir a los resolutores recursivos independientes de esa exención.

## Servicio
Quad9 opera servidores de nombre de dominio para uso público en las siguientes direcciones IP. Estas direcciones se enrutan al servidor operativo más cercano mediante el enrutamiento anycast . Quad9 admite DNS mediante TLS sobre el puerto 853, DNS mediante HTTPS sobre el puerto 443, y DNSCrypt sobre el puerto 443.
|                 | Alta seguridad / alta privacidad | Alta seguridad / privacidad moderada | Baja seguridad / alta privacidad  |
| --------------- | -------------------------------- | ------------------------------------ | --------------------------------- |
| Filtra dominios | Sí                               | Sí                                   | No                                |
| Valida DNSSEC   | Sí                               | Sí                                   | No                                |
| Emplea ECS      | No                               | Sí                                   | No                                |
| Vía DoH         | https://dns.quad9.net/dns-query  | https://dns11.quad9.net/dns-query    | https://dns10.quad9.net/dns-query |
| Vía DoT         | dns.quad9.net                    | dns11.quad9.net                      | dns10.quad9.net                   |
| Vía IPv4        | 9.9.9.9 149.112.112.112          | 9.9.9.11 149.112.112.11              | 9.9.9.10 149.112.112.10           |
| Vía IPv6        | 2620:fe::fe 2620:fe::9           | 2620:fe::11 2620:fe::fe:11           | 2620:fe::10 2620:fe::fe:10        |